# Život (Hvězdná brána: Hluboký vesmír)
Život (v anglickém originále Life) je devátá epizoda 1. řady americko-kanadského sci-fi seriálu Hvězdná brána: Hluboký vesmír.

## Základní popis děje
Zatímco Scott a Wray použijí komunikační kameny k návštěvě blízkých zpět na Zemi, posádka, která zkoumá Destiny, učiní zásadní objev.
Pomocí komunikačních kamenů, poručík Scott a Camile Wrayová využít svůj volný čas k vrácení na Zemi na návštěvu těch, které na Zemi nechali. Camile vrací domů trávit čas se svou partnerkou a snaží se, aby se podivné okolnosti jejího příchodu jevily jako normální. Mezitím poručík Scott pozná, že vztah, který měl v minulosti, neskončil tak, jak si myslel.
Mezitím na Destiny Dr. Rush řídí zkoumání neobydlených částí lodě, když narazí na kus antické technologie, která jim může pomoci dostat se domů.